# Liste der Lieder von Culcha Candela
Dies ist eine Liste der Lieder der deutschen Reggae/Dancehall-Musikgruppe Culcha Candela.
Aufgelistet sind alle Lieder der Alben Union Verdadera (2004), Next Generation (2005), Culcha Candela (2007), Schöne neue Welt (2009), Flätrate (2011), Candelistan (2015) und Feel Erfolg (2017). Des Weiteren befinden sich alle Non-Album-Tracks und Coverversionen in dieser Liste.
Da Culcha Candela als multikulturelle Musikgruppe Werke in insgesamt 4 verschiedenen Sprachen verfassen, ist zu den einzelnen Liedern auch die darin verwendete Sprache aufgelistet. Die Band singt in den Sprachen Deutsch, Englisch, Spanisch und Patois. In dem Song Back to Our Roots singt Johnny Strange auf Swahili. Des Weiteren gibt es von dem Song Berlin City Girl eine deutsche und eine englische Version.
Diese Liste gibt zudem Auskunft über die Urheber.
Die Titel sind alphabetisch sortiert.

## #
| # | Titel      | Autoren        | Album           | Verwendete Sprachen | Jahr |
| - | ---------- | -------------- | --------------- | ------------------- | ---- |
| 1 | 2ter Blick | —              | Next Generation | Deutsch, Spanisch   | 2005 |
| 2 | 90-60-100  | Culcha Candela | Culcha Candela  | Deutsch, Spanisch   | 2007 |

## A
| # | Titel            | Autoren                         | Album           | Verwendete Sprachen                   | Jahr |
| - | ---------------- | ------------------------------- | --------------- | ------------------------------------- | ---- |
| 1 | African Children | Kraans de Lutin                 | Culcha Candela  | (Englisch?) Spanisch, Patois          | 2007 |
| 2 | Am Start         | Krutsch, Culcha Candela         | Flätrate        | Deutsch                               | 2011 |
| 3 | Augen auf        | Krutsch, Culcha Candela         | Union Verdadera | Deutsch, (Englisch?) Spanisch, Patois | 2004 |
| 4 | A Who            | Kraans de Lutin, Culcha Candela | Culcha Candela  | Deutsch, Spanisch, Patois             | 2007 |

## B
| # | Titel                                | Autoren                                                                                       | Album           | Verwendete Sprachen        | Jahr |
| - | ------------------------------------ | --------------------------------------------------------------------------------------------- | --------------- | -------------------------- | ---- |
| 1 | Back To Our Roots                    | Mr. Reedoo, Don Cali, Itchyban, Johnny Strange, Larsito, Chino con Estilo, Krutsch, Lafrotino | Union Verdadera | Spanisch, Patois, Swahili  | 2004 |
| 2 | Bei uns läuft                        | ––                                                                                            | Candelistan     | Deutsch                    | 2015 |
| 3 | Berlin City Girl erschien als Single | Mr. Reedoo, Don Cali, Itchyban, Johnny Strange, Larsito, Chino con Estilo, Krutsch            | Das Beste       | Deutsch ODER Englisch      | 2010 |
| 4 | Besonderer Tag erschien als Single   | David Vogt, Farhad Samadzada                                                                  | Culcha Candela  | Deutsch, Englisch          | 2007 |
| 5 | Big Fat Smile                        | Kraans de Lutin                                                                               | Flätrate        | Englisch, Spanisch, Patois | 2011 |
| 6 | Blaumann                             | Krutsch, Culcha Candela                                                                       | Flätrate        | Deutsch                    | 2011 |

## C
| # | Titel                                                          | Autoren                                                                                       | Album           | Verwendete Sprachen         | Jahr |
| - | -------------------------------------------------------------- | --------------------------------------------------------------------------------------------- | --------------- | --------------------------- | ---- |
| 1 | Chant As One                                                   | Mr. Reedoo, Don Cali, Itchyban, Johnny Strange, Larsito, Chino con Estilo, Krutsch, Lafrotino | Union Verdadera | Englisch                    | 2004 |
| 2 | Chica erschien als Single                                      | David Vogt, Culcha Candela                                                                    | Culcha Candela  | Deutsch, Englisch, Spanisch | 2007 |
| 3 | Colombia                                                       | Mr. Reedoo, Don Cali, Itchyban, Johnny Strange, Larsito, Chino con Estilo, Krutsch, Lafrotino | Union Verdadera | Spanisch                    | 2004 |
| 4 | Coming Home                                                    | ––                                                                                            | Candelistan     | Deutsch, Spanisch           | 2015 |
| 5 | Cool mit mir selbst (feat. VitaliZE & Ela) erschien als Single | ––                                                                                            | Feel Erfolg     | Deutsch                     | 2017 |
| 6 | Copacobana                                                     | ––                                                                                            | Feel Erfolg     | Deutsch, Spanisch           | 2017 |

## D
| # | Titel         | Autoren                 | Album       | Verwendete Sprachen | Jahr |
| - | ------------- | ----------------------- | ----------- | ------------------- | ---- |
| 1 | Dieses Gefühl | Krutsch, Culcha Candela | Flätrate    |                     | 2011 |
| 2 | Du weißt      | ––                      | Candelistan | Deutsch, Spanisch   | 2015 |

## E
| # | Titel                       | Autoren                                     | Album            | Verwendete Sprachen         | Jahr |
| - | --------------------------- | ------------------------------------------- | ---------------- | --------------------------- | ---- |
| 1 | Einsnull (Grita Goll)       | ––                                          | ––               | Deutsch, Spanisch           | 2016 |
| 2 | Eiskalt erschien als Single | Culcha Candela, Krutsch, Simon Müller-Lerch | Schöne neue Welt |                             | 2009 |
| 3 | Extranjero soy              | Culcha Candela                              | Culcha Candela   |                             | 2007 |
| 4 | Ey DJ erschien als Single   | Kraans de Lutin, Culcha Candela             | Culcha Candela   | Deutsch                     | 2007 |
| 5 | Ey DJ II                    | ––                                          | Feel Erfolg      | Deutsch, Englisch, Spanisch | 2017 |

## F
| # | Titel                                       | Autoren                 | Album           | Verwendete Sprachen         | Jahr |
| - | ------------------------------------------- | ----------------------- | --------------- | --------------------------- | ---- |
| 1 | Feel Erfolg                                 | ––                      | Feel Erfolg     | Deutsch                     | 2017 |
| 2 | Flätrate                                    | Krutsch, Culcha Candela | Flätrate        |                             | 2011 |
| 3 | Follow Me (feat. Maliq) erschien als Single | —                       | Next Generation | Englisch, Spanisch          | 2006 |
| 4 | Fuego                                       | —                       | Next Generation | Englisch, Spanisch, Deutsch | 2005 |

## G
| # | Titel             | Autoren                                                                                       | Album            | Verwendete Sprachen | Jahr |
| - | ----------------- | --------------------------------------------------------------------------------------------- | ---------------- | ------------------- | ---- |
| 1 | General           | Mr. Reedoo, Don Cali, Itchyban, Johnny Strange, Larsito, Chino con Estilo, Krutsch            | Das Beste        |                     | 2010 |
| 2 | Genieß mein Leben | ––                                                                                            | Feel Erfolg      | Deutsch             | 2017 |
| 3 | Gimme Some        | Culcha Candela, Krutsch, Simon Müller-Lerch                                                   | Schöne neue Welt |                     | 2009 |
| 4 | Give Thanks       | Mr. Reedoo, Don Cali, Itchyban, Johnny Strange, Larsito, Chino con Estilo, Krutsch, Lafrotino | Next Generation  | English, Spanisch   | 2005 |

## H
| # | Titel                           | Autoren                                                                                       | Album           | Verwendete Sprachen                   | Jahr |
| - | ------------------------------- | --------------------------------------------------------------------------------------------- | --------------- | ------------------------------------- | ---- |
| 1 | Hamma! erschien als Single      | Mr. Reedoo, Lafrontino, Don Cali, Itchyban, Johnny Strange, Larsito, Chino con Estilo         | Culcha Candela  | Deutsch                               | 2007 |
| 2 | Homie                           | Mr. Reedoo, Don Cali, Itchyban, Johnny Strange, Larsito, Chino con Estilo, Krutsch, Lafrotino | Union Verdadera | Spanisch, Deutsch, Englisch (Patois?) | 2004 |
| 3 | Hungry Eyes erschien als Single | Krutsch, Culcha Candela                                                                       | Flätrate        | Deutsch                               | 2011 |

## I
| # | Titel                             | Autoren                                                                                       | Album            | Verwendete Sprachen | Jahr |
| - | --------------------------------- | --------------------------------------------------------------------------------------------- | ---------------- | ------------------- | ---- |
| 1 | I Like It                         | Tony, Culcha Candela, Krutsch, Simon Müller-Lerch, Pabon, Manny                               | Schöne neue Welt |                     | 2009 |
| 2 | In Da City erschien als Single    | Mr. Reedoo, Don Cali, Itchyban, Johnny Strange, Larsito, Chino con Estilo, Krutsch, Lafrotino | Union Verdadera  | Englisch, Deutsch   | 2004 |
| 3 | In Meiner City (feat. Mr. Reedoo) | ––                                                                                            | Feel Erfolg      | Deutsch, Englisch   | 2017 |

## J
| # | Titel                                                                             | Autoren | Album           | Verwendete Sprachen         | Jahr |
| - | --------------------------------------------------------------------------------- | ------- | --------------- | --------------------------- | ---- |
| 1 | Jeder Tag ist ein Comeback (feat. Mellow Mark & Martin Jondo) erschien als Single | —       | Next Generation | Deutsch, Spanisch, Englisch | 2005 |

## K
| # | Titel      | Autoren          | Album          | Verwendete Sprachen | Jahr |
| - | ---------- | ---------------- | -------------- | ------------------- | ---- |
| 1 | Komma Klar | ––               | Feel Erfolg    | Deutsch, Spanisch   | 2017 |
| 2 | Krayzee    | Farhad Samadzada | Culcha Candela |                     | 2007 |

## L
| # | Titel                   | Autoren | Album           | Verwendete Sprachen         | Jahr |
| - | ----------------------- | ------- | --------------- | --------------------------- | ---- |
| 1 | La Bicicleta            | —       | Next Generation |                             | 2005 |
| 2 | La Bomba (feat. Roldan) | —       | Candelistan     | Deutsch, Spanisch           | 2015 |
| 3 | La Noche Entera         | —       | Candelistan     | Deutsch, Spanisch, Englisch | 2015 |
| 4 | Lass ma einen bauen     | —       | Candelistan     | Deutsch, Englisch, Spanisch | 2015 |

## M
| #  | Titel                       | Autoren                                                                                       | Album            | Verwendete Sprachen         | Jahr |
| -- | --------------------------- | --------------------------------------------------------------------------------------------- | ---------------- | --------------------------- | ---- |
| 1  | Mach Dein Ding              | ––                                                                                            | Feel Erfolg      | Deutsch, Spanisch           | 2017 |
| 2  | Mami                        | Beatgees, Culcha Candela                                                                      | Flätrate         |                             | 2011 |
| 3  | Megaherz                    | Krutsch, Culcha Candela                                                                       | Flätrate         |                             | 2011 |
| 4  | Millionäre                  | Krutsch, Culcha Candela                                                                       | Flätrate         |                             | 2011 |
| 5  | Monsta erschien als Single  | Culcha Candela, Krutsch, Simon Müller-Lerch                                                   | Schöne neue Welt | Deutsch                     | 2009 |
| 6  | Morgen Fliegen              | LeaZbeat, Milan Martelli DonBeat, Christian Kalla, Minh Son Ha                                | Flätrate         |                             | 2011 |
| 7  | More Peace                  | —                                                                                             | Next Generation  |                             | 2005 |
| 8  | Mother Earth                | Culcha Candela, Krutsch                                                                       | Next Generation  | Englisch, Deutsch, Spanisch | 2005 |
| 9  | Move It erschien als Single | Mr. Reedoo, Don Cali, Itchyban, Johnny Strange, Larsito, Chino con Estilo, Krutsch            | Das Beste        | Deutsch, Englisch           | 2010 |
| 10 | Musica                      | Mr. Reedoo, Don Cali, Itchyban, Johnny Strange, Larsito, Chino con Estilo, Krutsch, Lafrotino | Union Verdadera  | Deutsch, Spanisch           | 2004 |

## N
| # | Titel                               | Autoren                                                                                       | Album            | Verwendete Sprachen         | Jahr |
| - | ----------------------------------- | --------------------------------------------------------------------------------------------- | ---------------- | --------------------------- | ---- |
| 1 | Natural (feat. Sir Samuel)          | ––                                                                                            | Candelistan      | Französisch, Deutsch        | 2015 |
| 2 | Next Generation erschien als Single | Mr. Reedoo, Don Cali, Itchyban, Johnny Strange, Larsito, Chino con Estilo, Krutsch, Lafrotino | Next Generation  | Englisch, Spanisch, Deutsch | 2005 |
| 3 | Nie genug                           | ––                                                                                            | Candelistan      | Deutsch                     | 2015 |
| 4 | Nix zu verlieren                    | Paul NZA, Marek Pompetzki                                                                     | Flätrate         | Deutsch                     | 2011 |
| 5 | Nobody                              | Kraans de Lutin, Culcha Candela, Milan Martelli                                               | Schöne neue Welt |                             | 2009 |
| 6 | No es igual                         | Mr. Reedoo, Don Cali, Itchyban, Johnny Strange, Larsito, Chino con Estilo, Krutsch, Lafrotino | Union Verdadera  | Spanisch, Deutsch, Englisch | 2004 |
| 7 | No hay mal                          | Kraans de Lutin, Beatzarre, Djorkaeff, Culcha Candela                                         | Schöne neue Welt |                             | 2009 |
| 8 | Nur noch                            | ––                                                                                            | Candelistan      | Deutsch                     | 2015 |

## O
| # | Titel                                    | Autoren                                                                                       | Album           | Verwendete Sprachen | Jahr |
| - | ---------------------------------------- | --------------------------------------------------------------------------------------------- | --------------- | ------------------- | ---- |
| 1 | One Destination (wir wollen’s schneller) | Mr. Reedoo, Don Cali, Itchyban, Johnny Strange, Larsito, Chino con Estilo, Krutsch, Lafrotino | Union Verdadera | Deutsch, Englisch   | 2004 |
| 2 | Original Gyal                            | ––                                                                                            | Feel Erfolg     | Deutsch             | 2017 |

## P
| # | Titel    | Autoren                                                                                       | Album           | Verwendete Sprachen         | Jahr |
| - | -------- | --------------------------------------------------------------------------------------------- | --------------- | --------------------------- | ---- |
| 1 | Partybus | Mr. Reedoo, Don Cali, Itchyban, Johnny Strange, Larsito, Chino con Estilo, Krutsch, Lafrotino | Next Generation | Deutsch, Englisch, Spanisch | 2005 |
| 2 | Piste    | ––                                                                                            | Feel Erfolg     | Deutsch                     | 2017 |
| 3 | Pull Up  | ––                                                                                            | Feel Erfolg     | Spanisch, Deutsch, Englisch | 2017 |

## Q
| # | Titel    | Autoren        | Album          | Verwendete Sprachen | Jahr |
| - | -------- | -------------- | -------------- | ------------------- | ---- |
| 1 | Quisiera | Culcha Candela | Culcha Candela |                     | 2007 |

## R
| # | Titel                     | Autoren                                                           | Album            | Verwendete Sprachen | Jahr |
| - | ------------------------- | ----------------------------------------------------------------- | ---------------- | ------------------- | ---- |
| 1 | Relax                     | Kraans de Lutin, Culcha Candela, Simon Müller-Lerch, Nace, Shalla | Schöne neue Welt |                     | 2009 |
| 2 | Revolution                | Culcha Candela, Ganjaman                                          | Culcha Candela   |                     | 2007 |
| 3 | Rise and Shine            | Krutsch, Culcha Candela                                           | Flätrate         |                     | 2011 |
| 4 | Rodeo erschien als Single | ––                                                                | Feel Erfolg      | Deutsch, Englisch   | 2017 |

## S
| #  | Titel                                | Autoren                                                                                                | Album                 | Verwendete Sprachen         | Jahr |
| -- | ------------------------------------ | --- | --------------------- | --------------------------- | ---- |
| 1  | Scheinwelt                           | — | Next Generation       | Deutsch, Spanisch, Englisch | 2005 |
| 2  | Scheiße, aber happy                  | –– | Candelistam           | Deutsch                     | 2015 |
| 3  | Schlager schlägt zurück              | –– | Feel Erfolg           | Deutsch                     | 2017 |
| 4  | Schöne Frauen                        | –– | Candelistan           | Deutsch, Spanisch           | 2015 |
| 5  | Schöne neue Welt erschien als Single | David Vogt, Culcha Candela, Krutsch, Philip Böllhoff, Sipho Sillio, Simon Müller-Lerch, Hannes Büscher | Schöne neue Welt      | Deutsch                     | 2009 |
| 6  | Shaun das Schaf                      | - | Shaun das Schaf (OST) | Deutsch                     | 2010 |
| 7  | Shotgun Lady                         | Mr. Reedoo, Don Cali, Itchyban, Johnny Strange, Larsito, Chino con Estilo, Krutsch, Lafrotino          | Union Verdadera       | Deutsch, Spanisch, Patois   | 2004 |
| 8  | Siento                               | Culcha Candela, Krutsch                                                                                | Schöne neue Welt      |                             | 2007 |
| 9  | Solarenergie                         | Mr. Reedoo, Don Cali, Itchyban, Johnny Strange, Larsito, Chino con Estilo, Krutsch, Lafrotino          | Union Verdadera       | Deutsch, Spanisch, Englisch | 2004 |
| 10 | Starting Over                        | –– | Feel Erfolg           | Deutsch, Spanisch           | 2017 |
| 11 | Steh auf                             | Kraans de Lutin, Culcha Candela, Krutsch, Simon Müller-Lerch                                           | Schöne neue Welt      |                             | 2009 |
| 12 | Stretch Your Mind                    | Culcha Candela                                                                                         | Culcha Candela        |                             | 2007 |

## T
| # | Titel                                 | Autoren                                                                                       | Album            | Verwendete Sprachen         | Jahr |
| - | ------------------------------------- | --------------------------------------------------------------------------------------------- | ---------------- | --------------------------- | ---- |
| 1 | Tanz!                                 | —                                                                                             | Next Generation  |                             | 2005 |
| 2 | Tara                                  | Culcha Candela                                                                                | Culcha Candela   |                             | 2007 |
| 3 | The Greatest                          | Culcha Candela, Krutsch, Simon Müller-Lerch                                                   | Schöne neue Welt |                             | 2009 |
| 4 | This Is A Warning                     | Mr. Reedoo, Don Cali, Itchyban, Johnny Strange, Larsito, Chino con Estilo, Krutsch, Lafrotino | Union Verdadera  | Englisch, Spanisch, Deutsch | 2004 |
| 5 | Time Is Cash, Time Is Money (mit BAP) |                                                                                               |                  | Deutsch, Englisch           | 2004 |
| 6 | Traumhaft                             | Mr. Reedoo, Don Cali, Itchyban, Johnny Strange, Larsito, Chino con Estilo, Krutsch, Lafrotino | Union Verdadera  |                             | 2004 |
| 7 | Traumwelt                             | ––                                                                                            | Candelistan      | Deutsch, Englisch           | 2015 |
| 8 | Tres tristes tigres                   | Mr. Reedoo, Don Cali, Itchyban, Johnny Strange, Larsito, Chino con Estilo, Krutsch, Lafrotino | Union Verdadera  | Englisch, Spanisch, Deutsch | 2004 |

## U
| # | Titel                               | Autoren                                                                                       | Album           | Verwendete Sprachen         | Jahr |
| - | ----------------------------------- | --------------------------------------------------------------------------------------------- | --------------- | --------------------------- | ---- |
| 1 | Una Cosa…                           | —                                                                                             | Next Generation |                             | 2005 |
| 2 | Una Serenata                        | —                                                                                             | Next Generation |                             | 2005 |
| 3 | Union Verdadera erschien als Single | Mr. Reedoo, Don Cali, Itchyban, Johnny Strange, Larsito, Chino con Estilo, Krutsch, Lafrotino | Union Verdadera | Spanisch, Englisch, Deutsch | 2004 |
| 4 | Urlaub                              | ––                                                                                            | ––              | Deutsch                     | 2016 |

## V
| # | Titel                          | Autoren                 | Album            | Verwendete Sprachen | Jahr |
| - | ------------------------------ | ----------------------- | ---------------- | ------------------- | ---- |
| 1 | Verdammt guter Tag             | Krutsch, Culcha Candela | Flätrate         |                     | 2011 |
| 2 | Versace                        | ––                      | Feel Erfolg      | Deutsch, Spanisch   | 2017 |
| 3 | Viva La Vida                   | —                       | Schöne Neue Welt |                     | 2009 |
| 4 | Von allein erschien als Single | Krutsch                 | Flätrate         | Deutsch, Spanisch   | 2011 |

## W
| # | Titel                                      | Autoren                 | Album           | Verwendete Sprachen | Jahr |
| - | ------------------------------------------ | ----------------------- | --------------- | ------------------- | ---- |
| 1 | Wann dann?!?                               | —                       | ––              | Deutsch             | 2016 |
| 2 | Wayne (feat. Curlyman) erschien als Single | —                       | Candelistan     | Deutsch             | 2015 |
| 3 | Who Got the Key                            | —                       | Next Generation |                     | 2005 |
| 4 | Welcome to Candelistan                     | —                       | Candelistan     | Deutsch, Spanisch   | 2015 |
| 5 | Wildes Ding erschien als Single            | Krutsch, Culcha Candela | Flätrate        | Deutsch             | 2011 |

## Z
| # | Titel                                     | Autoren | Album       | Verwendete Sprachen         | Jahr |
| - | ----------------------------------------- | ------- | ----------- | --------------------------- | ---- |
| 1 | Zeiten ändern sich (feat. Albert N'sanda) | —       | Candelistan | Deutsch, Englisch, Spanisch | 2015 |